# Campeonato Mundial de Ginástica Artística - Trave
As provas femininas do Campeonato Mundial de Ginástica Artística foram realizadas pela primeira vez em 1934, no 10º Campeonato Mundial. Apenas os eventos Individual Geral e Equipes foram realizados. Em 1938, no 11º Campeonato Mundial, foram adicionadas as demais provas de aparelhos.
A competição feminina de trave de equilíbrio é realizada todos os anos desde a sua criação.
Três medalhas são concedidas: ouro para o primeiro lugar, prata para o segundo lugar e bronze para o terceiro lugar. Os métodos de desempate não foram usados em todos os anos. Em caso de empate entre duas ginastas, ambos os nomes são listados, e a posição seguinte (segundo por empate para o primeiro, terceiro por empate para o segundo) fica em branco porque não foi concedida medalha para aquela posição. Se três ginastas empatarem em uma posição, as duas posições seguintes ficam vazias.

## Medalhistas
Números em negrito entre parênteses denota o número recorde de vitórias.
| Ano  | Local        | Ouro                 | Prata                               | Bronze                              |
| ---- | ------------ | -------------------- | ----------------------------------- | ----------------------------------- |
| 1938 | Praga *      | Vlasta Děkanová *    | desconhecido                        | desconhecido                        |
| 1950 | Basileia     | Helena Rakoczy       | Marja Nutti                         | Licia Macchini                      |
| 1954 | Roma         | Keiko Tanaka         | Eva Bosáková                        | Ágnes Keleti                        |
| 1958 | Moscou       | Larisa Latynina      | Sofia Muratova                      | Keiko Tanaka                        |
| 1962 | Praga        | Eva Bosáková         | Larisa Latynina                     | Anikó Ducza Keiko Ikeda             |
| 1966 | Dortmund     | Natalia Kuchinskaya  | Věra Čáslavská                      | Larisa Petrik                       |
| 1970 | Liubliana    | Erika Zuchold        | Cathy Rigby                         | Larisa Petrik Christine Schmitt     |
| 1974 | Varna        | Ludmilla Tourischeva | Olga Korbut                         | Nellie Kim                          |
| 1978 | Estrasburgo  | Nadia Comăneci       | Elena Mukhina                       | Emilia Eberle                       |
| 1979 | Fort Worth   | Věra Černá           | Nellie Kim                          | Regina Grabolle                     |
| 1981 | Moscou       | Maxi Gnauck          | Chen Yongyan                        | Tracee Talavera Wu Jiani            |
| 1983 | Budapeste    | Olga Mostepanova     | Hana Říčná                          | Lavinia Agache                      |
| 1985 | Montreal     | Daniela Silivaș      | Ecaterina Szabó                     | Yelena Shushunova                   |
| 1987 | Rotterdam    | Aurelia Dobre        | Yelena Shushunova                   | Svetlana Boginskaya Ecaterina Szabó |
| 1989 | Stuttgart    | Daniela Silivaș      | Olesya Dudnik                       | Gabriela Potorac                    |
| 1991 | Indianápolis | Svetlana Boginskaya  | Tatiana Gutsu                       | Lavinia Miloșovici Betty Okino      |
| 1992 | Paris        | Kim Zmeskal          | Li Yifang Maria Neculiță            | —                                   |
| 1993 | Birmingham   | Lavinia Miloșovici   | Dominique Dawes                     | Gina Gogean                         |
| 1994 | Brisbane     | Shannon Miller       | Lilia Podkopayeva                   | Oksana Fabrichnova                  |
| 1995 | Sabae        | Mo Huilan            | Dominique Moceanu Lilia Podkopayeva | —                                   |
| 1996 | San Juan     | Dina Kochetkova      | Alexandra Marinescu                 | Dominique Dawes Liu Xuan            |
| 1997 | Lausana      | Gina Gogean          | Svetlana Khorkina                   | Kui Yuanyuan                        |
| 1999 | Tianjin      | Ling Jie             | Andreea Răducan                     | Olha Rozshchupkina                  |
| 2001 | Gante        | Andreea Răducan      | Ludmila Ezhova                      | Sun Xiaojiao                        |
| 2002 | Debrecen     | Ashley Postell       | Oana Ban                            | Irina Yarotska                      |
| 2003 | Anaheim      | Fan Ye               | Cătălina Ponor                      | Ludmila Ezhova                      |
| 2005 | Melbourne    | Nastia Liukin        | Chellsie Memmel                     | Cătălina Ponor                      |
| 2006 | Aarhus       | Iryna Krasnianska    | Sandra Izbașa                       | Elyse Hopfner-Hibbs                 |
| 2007 | Stuttgart    | Nastia Liukin        | Li Shanshan Steliana Nistor         | —                                   |
| 2009 | Londres      | Deng Linlin          | Lauren Mitchell                     | Ivana Hong                          |
| 2010 | Rotterdam    | Ana Porgras          | Rebecca Bross Deng Linlin           | —                                   |
| 2011 | Tóquio       | Sui Lu               | Yao Jinnan                          | Jordyn Wieber                       |
| 2013 | Antuérpia    | Aliya Mustafina      | Kyla Ross                           | Simone Biles                        |
| 2014 | Nanning      | Simone Biles         | Bai Yawen                           | Aliya Mustafina                     |
| 2015 | Glasgow      | Simone Biles         | Sanne Wevers                        | Pauline Schäfer                     |
| 2017 | Montreal     | Pauline Schäfer      | Morgan Hurd                         | Tabea Alt                           |
| 2018 | Doha         | Liu Tingting         | Ana Padurariu                       | Simone Biles                        |
| 2019 | Stuttgart    | Simone Biles (3)     | Liu Tingting                        | Li Shijia                           |
| 2021 | Kitakyushu   | Urara Ashikawa       | Pauline Schäfer-Betz                | Mai Murakami                        |
| 2022 | Liverpool    | Hazuki Watanabe      | Ellie Black                         | Miyata Shoko                        |

* Há informações conflitantes e incompletas sobre os vencedores de medalhas nos eventos de aparelhos individuais no Campeonato Mundial de Ginástica Artística de 1938, pois fontes não primárias fornecem informações diferentes sobre isso.

## Quadro de medalhas geral
Última atualização após o Campeonato Mundial de 2022.
| Pos.                | País                | Ouro | Prata | Bronze | Total |
| ------------------- | ------------------- | ---- | ----- | ------ | ----- |
| 1                   | Roménia             | 8    | 8     | 7      | 23    |
| 2                   | Estados Unidos      | 8    | 7     | 7      | 22    |
| 3                   | China               | 6    | 7     | 5      | 18    |
| 4                   | União Soviética     | 5    | 8     | 5      | 18    |
| 5                   | Tchecoslováquia     | 3    | 3     | 0      | 6     |
| 6                   | Japão               | 3    | 0     | 4      | 7     |
| 7                   | Rússia              | 2    | 2     | 3      | 7     |
| 8                   | Alemanha Oriental   | 2    | 0     | 2      | 4     |
| 9                   | Ucrânia             | 1    | 2     | 2      | 5     |
| 10                  | Alemanha            | 1    | 1     | 2      | 4     |
| 11                  | Polónia             | 1    | 0     | 0      | 1     |
| 12                  | Canadá              | 0    | 2     | 1      | 3     |
| 13                  | Itália              | 0    | 1     | 1      | 2     |
| 14                  | Austrália           | 0    | 1     | 0      | 1     |
| 14                  | Países Baixos       | 0    | 1     | 0      | 1     |
| 16                  | Hungria             | 0    | 0     | 2      | 2     |
| Total (16 entradas) | Total (16 entradas) | 40   | 43    | 41     | 124   |

## Múltiplos medalhistas
| Pos. | Ginasta             | Nação           | Anos      | Ouro | Prata | Bronze | Total |
| ---- | ------------------- | --------------- | --------- | ---- | ----- | ------ | ----- |
| 1    | Simone Biles        | Estados Unidos  | 2013–2019 | 3    | 0     | 2      | 5     |
| 2    | Nastia Liukin       | Estados Unidos  | 2005–2007 | 2    | 0     | 0      | 2     |
| 2    | Daniela Silivaș     | Roménia         | 1985–1989 | 2    | 0     | 0      | 2     |
| 4    | Pauline Schäfer     | Alemanha        | 2015–2021 | 1    | 1     | 1      | 3     |
| 5    | Eva Bosáková        | Tchecoslováquia | 1954–1962 | 1    | 1     | 0      | 2     |
| 5    | Deng Linlin         | China           | 2009–2010 | 1    | 1     | 0      | 2     |
| 5    | Larisa Latynina     | União Soviética | 1958–1962 | 1    | 1     | 0      | 2     |
| 5    | Liu Tingting        | China           | 2018–2019 | 1    | 1     | 0      | 2     |
| 5    | Andreea Răducan     | Roménia         | 1999–2001 | 1    | 1     | 0      | 2     |
| 10   | Keiko Tanaka-Ikeda  | Japão           | 1954–1958 | 1    | 0     | 2      | 3     |
| 11   | Svetlana Boginskaya | União Soviética | 1987–1991 | 1    | 0     | 1      | 2     |
| 11   | Gina Gogean         | Roménia         | 1993–1997 | 1    | 0     | 1      | 2     |
| 11   | Lavinia Miloșovici  | Roménia         | 1991–1993 | 1    | 0     | 1      | 2     |
| 11   | Aliya Mustafina     | Rússia          | 2013–2014 | 1    | 0     | 1      | 2     |
| 15   | Lilia Podkopayeva   | Ucrânia         | 1994–1995 | 0    | 2     | 0      | 2     |
| 16   | Dominique Dawes     | Estados Unidos  | 1993–1996 | 0    | 1     | 1      | 2     |
| 16   | Ludmila Ezhova      | Rússia          | 2001–2003 | 0    | 1     | 1      | 2     |
| 16   | Nellie Kim          | União Soviética | 1974–1979 | 0    | 1     | 1      | 2     |
| 16   | Cătălina Ponor      | Roménia         | 2003–2005 | 0    | 1     | 1      | 2     |
| 16   | Yelena Shushunova   | União Soviética | 1985–1987 | 0    | 1     | 1      | 2     |
| 16   | Ecaterina Szabo     | Roménia         | 1985–1987 | 0    | 1     | 1      | 2     |
| 22   | Larisa Petrik       | União Soviética | 1966–1970 | 0    | 0     | 2      | 2     |